# Frederick Sumner Brackett
Frederick Sumner Brackett (* 1. August 1896 in Claremont, Kalifornien; † 28. Januar 1988) war ein US-amerikanischer Physiker und Spektroskopiker. 
Brackett war von 1919 bis 1920 Beobachter am Mount-Wilson-Observatorium. Er nahm Infrarotspektren der Sonne auf. Während seiner Promotion in Physik an der Johns Hopkins University regte er die optische Strahlung des Wasserstoffs in einer Leuchtröhre an. Dabei beobachtete er als erster die Brackett-Serie des Wasserstoffs.
Bis 1927 lehrte er an der University of California, Berkeley. Ab 1927 arbeitete er am Fixed Nitrogen Lab des Department of Agriculture und ab 1936 als Direktor der Biophysik-Forschung des National Institutes of Health (NIH). 1927 wurde er Fellow der American Physical Society.
Nach dem Zweiten Weltkrieg bis zu seinem Eintritt in den Ruhestand 1961 leitete er die Photobiologie-Abteilung des NIH. Nach ihm sind der Mondkrater Brackett und der Asteroid  (12775) Brackett benannt. 